# Десим

Монета 1 десим, 1814 год, Франция

Десим (фр. décime), десимо (исп. decimo) — разменная денежная единица ряда стран, равная 1/10 базовой валюты.

## Страны, чеканившие монеты в десимах
Название денежной единицы «десим» употреблялось в франкоязычных странах. Первые монеты в десимах выпустила Женевская Республика.
| Страна (территория)  | Соотношение к основной денежной единице | Период выпуска | Выпускавшиеся номиналы |
| -------------------- | --------------------------------------- | -------------- | ---------------------- |
| Женевская Республика | 1/10 женевуаза                          | 1794           | 1⁄2, 1 десим           |
| Франция              | 1/10 франка                             | 1795—1815      | 1, 2 десима            |
| Сан-Доминго          | 1/10 франка                             | 1801           | 1 десим                |
| Монако               | 1/10 франка                             | 1838           | 1 десим                |

## Страны, чеканившие монеты в десимо

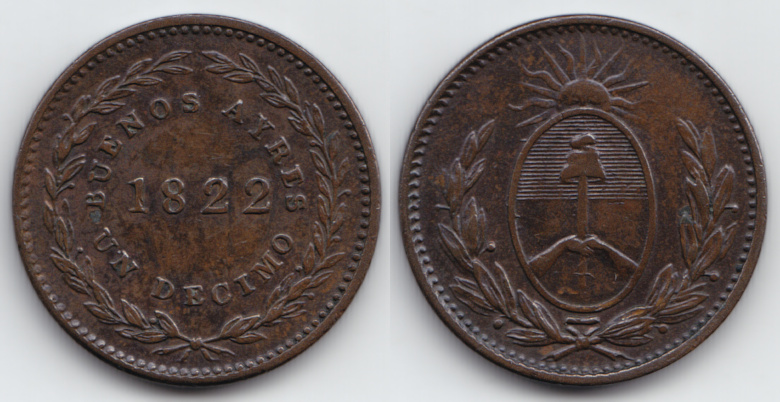
Монета 1 десимо аргентинской провинции Буэнос-Айрес, 1822.

Название «десимо» денежная единица носила в испаноязычных странах.
| Страна (территория)                | Соотношение к основной денежной единице | Период выпуска | Выпускавшиеся номиналы   |
| ---------------------------------- | --------------------------------------- | -------------- | ------------------------ |
| Провинция Буэнос-Айрес (Аргентина) | 1/10 реала                              | 1822—1831      | 1, 10, 20 десимо         |
| Провинция Мендоса (Аргентина)      | 1/10 реала                              | 1823           | 1 десимо                 |
| Колумбия                           | 1/10 реала                              | 1847—1848      | 1⁄2, 1 десимо де реал    |
| Колумбия                           | 1/10 песо                               | 1853—1889      | 1⁄4, 1⁄2, 1, 2, 5 десимо |
| Испания                            | 1/10 реала                              | 1850—1853      | 1⁄2, 1 десимо            |
| Чили                               | 1/10 песо                               | 1851—1894      | 1⁄2, 1 десимо            |
| Эквадор                            | 1/10 сукре                              | 1884—1916      | 1⁄2, 1, 2 десимо         |